# Bosé (serie de televisión)
Bosé es una serie de televisión por internet española biográfica, creada por Nacho Faerna para Paramount+. Está protagonizada por José Pastor e Iván Sánchez como el cantante español Miguel Bosé, con Nacho Fresneda, Valeria Solarino, Alicia Borrachero, José Sospedra, Miguel Ángel Muñoz y Mariela Garriga completando el reparto. Fue estrenada por primera vez el 3 de noviembre de 2022 en Paramount+ en los países en los que opera la plataforma, mientras que en España se estrenó en SkyShowtime el 3 de marzo de 2023. En otoño de 2023 Telecinco anunció que reformularía la serie para su emisión en abierto dentro de un especial denominado La Noche de Bosé estrenado el 6 de noviembre del 2023.

## Trama
La serie cuenta diferentes momentos de la vida y carrera de Bosé, a través de sus éxitos. Cada capítulo se centra en una canción del artista, contando la historia detrás de su vida en ese momento y mostrando su inspiración, composición y grabación. El presente de la serie es en 2007, durante la promoción de su decimoséptimo álbum Papito, cuando en lo personal toma la decisión de ser padre.

## Reparto

### Reparto principal
- Iván Sánchez como Miguel Bosé
  - José Pastor como Miguel Bosé joven
  - Hugo Fuertes Marciel como Miguel Bosé niño (Episodio 1; Episodio 4; Episodio 6)
- Nacho Fresneda como Luis Miguel Dominguín (Episodio 1 - Episodio 2; Episodio 4; Episodio 6)
- Valeria Solarino como Lucía Bosé
- José Sospedra como Pablo Alborch (Episodio 1 - Episodio 2; Episodio 5 - Episodio 6)

#### Con la colaboración especial de
- Alicia Borrachero como Remedios "Reme", la tata (Episodio 1 - Episodio 6)
- Miguel Ángel Muñoz como Julio Iglesias (Episodio 2 - Episodio 3)
- Mariela Garriga como Giannina Facio (Episodio 3)
- Fernando Gil como Toncho Nava (Episodio 3)
- Ana Torrent como Rosario Primo de Rivera y Urquijo (Episodio 4; Episodio 6)

### Reparto secundario
- Ana Jara como Rosa (Joven) (Episodio 1 - Episodio 4; Episodio 6)
- Débora Izaguirre como Rosa (Mayor) (Episodio 1 - Episodio 2)
- Daniel Chamorro como Molina (Episodio 1 - Episodio 4)
- María García-Concha como Rosi (Episodio 1 - Episodio 2; Episodio 5 - Episodio 6)
- Guiseppe Romano como Maurizio Salvadori (Episodio 3 - Episodio 4)

### Reparto episódico
- Daniel Huarte como José María Íñigo (Episodio 1)
- Bianca Panconi como Bárbara (Episodio 1)
- Roberto Zibetti como Marco Pannella (Episodio 1)
- Alejandro Jato como Giménez (Episodio 1)
- Arnau Puig como Pedro del Hierro (Episodio 1)
- Gabriel Guevara como Nacho Duato (Episodio 2)
- Raquel Salamanca como Ana Obregón (Episodio 2)
- Laura Arjona como La Flaca (Episodio 3)
- Nacho Rubio como Ramón Arcusa (Episodio 3)
- Juan Dávila como Alfredo Fraile (Episodio 3)
- Ileana Wilson como Mirian (Episodio 3)
- Elizabeth Hanfei Porras Liu como Chabeli Iglesias (Episodio 3)
- Yoima Valdés como Gloria Cabrera (Episodio 3)
- César Mateo como Richi (Episodio 4)
- Diego Garisa / Lucas Blas como Carlos Berlanga (Episodio 4)
- Maria Cecilia Sánchez como Helga (Episodio 4)
- Izan Fernández como J.L. Berlanga (Adolescente) (Episodio 4)
- Bárbara Santa-Cruz como Mercedes Milá (Episodio 5)
- Natalie Pinot como Productora Francesa (Episodio 5)
- Óscar Higares como Domingo Dominguín (Episodio 6)
- Antonio Estrada como Pepe Dominguín (Episodio 6)
- Marta Yanci como Lucia Hija (Mayor) (Episodio 6)
- Beatriz Argüello como Paola Dominguín (Episodio 6)

## Episodios
| N.º | Título                 | Dirigido por                      | Escrito por                                              | Fecha de lanzamiento internacional en Paramount+ | Fecha de lanzamiento en España |
| --- | ---------------------- | --------------------------------- | -------------------------------------------------------- | ------------------------------------------------ | ------------------------------ |
| 1   | «Linda»                | Miguel Bardem y Fernando Trullols | Ángeles González Sinde                                   | 3 de noviembre de 2022                           | 3 de marzo de 2023             |
| 2   | «Te amaré»             | Fernando Trullols                 | Ángeles González Sinde                                   | 3 de noviembre de 2022                           | 10 de marzo de 2023            |
| 3   | «Bravi ragazzi»        | Fernando Trullols                 | Isabel Vázquez                                           | 10 de noviembre de 2022                          | 17 de marzo de 2023            |
| 4   | «Salamandra»           | Miguel Bardem                     | Isabel Vázquez y Boris Izaguirre                         | 17 de noviembre de 2022                          | 24 de marzo de 2023            |
| 5   | «Los chicos no lloran» | Miguel Bardem y Fernando Trullols | Boris Izaguirre, Isabel Vázquez y Ángeles González Sinde | 24 de noviembre de 2022                          | 31 de marzo de 2023            |
| 6   | «Si tú no vuelves»     | Miguel Bardem                     | Isabel Vázquez y Ángeles González Sinde                  | 1 de diciembre de 2022                           | 7 de abril de 2023             |

## Producción
El 30 de enero de 2020, se anunció que Movistar+ estaba desarrollando una serie biográfica sobre Miguel Bosé, de tres temporadas de ocho capítulos cada una, junto a las productoras Shine Iberia, Elefantec Global y Legacy Rock Entertainment, con una fecha inicialmente prevista para 2021 o 2022. El 10 de febrero de ese año, Ángeles González-Sinde, Boris Izaguirre y Nacho Faerna fueron confirmados como los guionistas de la serie. Sin embargo, el 14 de octubre de 2021, se confirmó que Movistar+ abandonó la serie y que en su lugar Paramount+ sería la plataforma responsable de la producción, mientras que Viacom International Studios entraría en el equipo de productoras de la serie, y que el número de capítulos había sido reducido a únicamente seis.
El 11 de enero de 2021, Iván Sánchez y José Pastor fueron confirmados como los actores que interpretarán a Miguel Bosé en la serie; y en abril de 2022, Miguel Ángel Muñoz, Valeria Solarino y Nacho Fresneda fueron confirmados como Julio Iglesias, Lucía Bosé y Luis Miguel Dominguín, respectivamente. También se confirmó que Isabel Vázquez había coescrito la versión final de la serie junto a González-Sinde e Izaguirre, mientras que Faerna siguió en la serie ejerciendo de showrunner. El rodaje de la serie finalizó en abril de 2022.

## Lanzamiento y marketing
El 17 de octubre de 2022, Paramount+ lanzó el primer tráiler de Bosé y anunció que estaría disponible en la plataforma a partir del 3 de noviembre de 2022, en los países en los que opera, entre los que no se incluye España. En ese entonces, se anunció que, después de la salida de Movistar+ y la entrada de Paramount+ en la producción, en España se estrenaría en la futura plataforma SkyShowtime (también propiedad de Paramount Streaming), en una fecha por determinar. El 14 de febrero de 2023, con el anuncio de su llegada a España el 28 de febrero de 2023, SkyShowtime anunció que la serie se estrenaría tres después, el 3 de marzo de 2023, como la primera serie española original de la plataforma.
El 28 de julio de 2023, Mediaset España anunció la compra de los derechos para la emisión de Bosé en abierto en España a través de Telecinco. En octubre de 2023, Telecinco confirmó que la serie había sido reformulada para su emisión en cuatro capítulos de 70 minutos, en comparación a los seis capítulos de 50 minutos de la versión original, aunque todo el metraje de la versión original seguiría intacto.
A finales de ese mes, Telecinco programó el estreno de la serie en abierto para el lunes 6 de noviembre de 2023 en horario de prime time con una entrevista posterior a Miguel Bosé en un especial denominado La Noche de Bosé y conducido por Joaquín Prat.